# Isognathus andae
Isognathus andae är en fjärilsart som beskrevs av Augustus Radcliffe Grote och Robinson 1868. Isognathus andae ingår i släktet Isognathus och familjen svärmare. Inga underarter finns listade i Catalogue of Life.